# Kinsey – Die Wahrheit über Sex
Kinsey – Die Wahrheit über Sex (Originaltitel: Kinsey) ist ein US-amerikanischer Film aus dem Jahr 2004, der das Leben und das Werk des Sexualforschers Alfred Charles Kinsey schildert. Regie bei dem mehrfach ausgezeichneten Independent-Film führte Bill Condon, der auch das Drehbuch schrieb. Die Hauptrolle spielte Liam Neeson.
Der Film, dessen Produktionskosten ungefähr elf Millionen US-Dollar betrugen, spielte in den USA 10,3 und außerhalb der USA weitere 6,67 Millionen US-Dollar ein.

## Handlung
Der Film ist eine Collage aus Szenen aus mehreren Interviews, bei denen Alfred Charles Kinsey von Mitarbeitern seiner wissenschaftlichen Studien befragt wird, sowie einer Folge von einzelnen biografischen Filmsequenzen, die Teile des Lebens Kinseys als Erinnerungen des Interviewten darstellen. Die Interviewsequenzen sind dabei in schwarz-weiß, die biografischen Sequenzen in Farbe gedreht.
Der junge Kinsey wächst mit seinem Bruder in einem stark methodistisch geprägten und durch seinen strengen Vater, einem methodistischen Prediger, beeinflussten Haushalt auf. Er 
verbringt große Teile seiner Kindheit kränkelnd im Bett, bevor er als angehender Jugendlicher seine Vorliebe für die Natur entwickelt. Er studiert im Wald Pflanzen und Tiere und tritt den Pfadfindern bei. Auf Wunsch seines Vaters beginnt er ein Ingenieursstudium, bricht dieses jedoch ab und beginnt gegen den Willen seines Vaters ein Biologiestudium. Dieser ist überzeugt von dem schlechten Einfluss der technischen Errungenschaften der Wissenschaft auf die Moral des Menschen, weshalb sich Kinsey sein Studium durch ein Stipendium sowie aus eigener Tasche finanzieren muss.
Nachdem er an der Harvard University zum Doktor der Zoologie promoviert, widmet er sich während seiner Professur an der Indiana University in Bloomington der Katalogisierung von Gallwespen. Hier lernt er unter den Studenten auch seine spätere Ehefrau Clara kennen. Zusammen mit ihr zeugt er drei Kinder, während sie gemeinsam ihre prüde Erziehung des frühen 20. Jahrhunderts ablegen und den Sex für sich entdecken.
Nach dem Erscheinen seines zweiten Buches über die Gallwespe beginnt sich Kinsey für einen Eheberatungskurs zu interessieren, der zuvor eher als Kampagne gegen den Sex geführt wurde. Er bietet exklusiv für verheiratete Studenten eine Vorlesung zur sexuellen Aufklärung an, merkt aber schnell, dass er an die Grenzen des zeitgenössischen Wissens stößt. Er beginnt mit der Befragung seiner Studenten über ihre bisherigen sexuellen Erfahrungen, woraufhin er ein Interview entwickelt, um statistische Erhebungen über die sexuellen Lebensläufe der amerikanischen Bevölkerung durchführen zu können. Seine ersten Probanden findet er in Schwulenbars, nebenbei bemerkt er seine bisexuelle Neigung durch seinen Assistenten Clyde Martin. Er beginnt, Sex unabhängig von Liebe zu sehen und lässt auch eine Affäre zwischen seiner Frau und Clyde zu.
Mit seinen ersten Forschungsergebnissen kann er die Rockefeller Foundation als Geldgeber gewinnen. Zusammen mit einem trainierten Team von drei weiteren Interviewern fährt er durch die USA und sammelt die sexuellen Lebensläufe tausender Amerikaner, darunter auch den seines Vaters, der dem Projekt kritisch gegenübersteht. In Interviews bemüht er sich darum, nicht über seine Probanden zu urteilen, selbst wenn es sich um Pädophile handelt, sein vorrangiges Ziel bleibt die statistische Erhebung des Sexualverhaltens.
Sein auf diesen Daten basierendes Buch wird zu einem umstrittenen Bestseller Ende der 1940er Jahre und löst eine große Kontroverse aus, auch was seine neuen Methoden angeht, in denen er zum besseren Verständnis der weiblichen Sexualität Frauen beim Orgasmus filmt. Noch größere Probleme löst er mit der Veröffentlichung seiner Studien über das weibliche Sexualverhalten aus und rückt in das Visier verschiedener religiös oder antikommunistisch motivierter Gesellschaften. Zusätzlich kehren die gesundheitlichen Probleme seiner Kindheit zurück. Schließlich nimmt die Rockefeller Foundation ihre finanzielle Unterstützung unter dem gesellschaftlichen Druck zurück und Kinseys wissenschaftliche Arbeit droht unvollständig zu bleiben. Kinsey leidet sehr darunter, dass er Menschen, die der gesellschaftlichen Repression des Sex ausgesetzt sind, nicht helfen konnte, auch wenn ihm Probanden immer wieder für seine Leistungen danken. Der Film schließt mit einer versöhnlichen Szene im Wald, wo Kinseys wissenschaftliches Leben begonnen hat.

## Veröffentlichung
Kinsey – Die Wahrheit über Sex feierte seine Premiere im September 2004 auf verschiedenen Filmfestivals in Nordamerika. Am 12. November 2004 kam der Film in die US-amerikanischen Kinos, am 3. März 2005 in die Schweizer Kinos, am 24. März 2005 in die deutschen und am 25. März 2005 in die österreichischen.

## Kritiken
Die meisten Kritiker lobten den Film. Der US-amerikanische Filmkritiker Roger Ebert meinte in der Chicago Sun-Times, die Stärke des Films liege in der Darstellung von Alfred Charles Kinsey. Es sei interessant, mehr über eine derart intelligente und widersprüchliche Person zu erfahren.
Die Zeitschrift film-dienst schrieb in der Ausgabe 6/2005, der Film vertusche nicht den explosiven Charakter von Kinseys Forschungsergebnissen, nähere sich seinem Thema aber mit Distanz und vermeide jede billige Kommerzialisierung. Dass Kinsey selbst, im Gegensatz zu seinem Forschungsobjekt, ein nur wenig faszinierender Mensch gewesen sei, beeinträchtige trotz guter Darstellerleistungen die dramatische Ausdruckskraft des Films.

## Auszeichnungen
Laura Linney wurde für ihre Darstellung der Clara McMillan mit dem Glitter Award und dem Florida Film Critics Circle Award ausgezeichnet. Bei der Oscarverleihung 2005 war sie als Beste Nebendarstellerin nominiert, musste sich aber Cate Blanchett (Aviator) geschlagen geben. In derselben Kategorie erhielt sie eine Golden-Globe-Nominierung. Ebenfalls nominiert war Linney für den Screen Actors Guild Award und den Satellite Award.
Liam Neeson war für den Golden Globe als Golden Globe Award/Bester Hauptdarsteller – Drama und der Film selbst als Bestes Filmdrama nominiert. Bei den Independent Spirit Awards war Kinsey – Die Wahrheit über Sex in den Kategorien Bester Film, Bester Hauptdarsteller (Liam Neeson), Bestes Drehbuch und Bester Nebendarsteller (Peter Sarsgaard) nominiert, konnte sich aber in keiner der Kategorien durchsetzen.
Für den Satellite Award waren neben Linney auch Liam Neeson und Peter Sarsgaard in Darstellerkategorien nominiert. Nominierungen erhielten außerdem das Drehbuch, die Regie und der Film selbst. Peter Sarsgaard erhielt außerdem den Chlotrudis Award und den Glitter Award. Liam Neeson gewann den IFTA Award und den Los Angeles Film Critics Association Award. Kinsey – Die Wahrheit über Sex erhielt 2004 den Political Film Society Award für Exposé.